# Tofacitinib
Le tofacitinib ou CP-690550 est une molécule développée comme médicament, inhibiteur des janus kinases (JAK) 1 et 3 (un type de tyrosine kinase). Il est commercialisé par le laboratoire Pfizer sous forme de comprimés dénommés XELJANZ dosés à 5  et 10 mg  et sous forme de comprimés à libération prolongée dosée à 11 mg . 

## Pharmacologie
Il est administré par voie orale.

## Mécanisme d'action
Il a été testé au début chez l'animal pour la prévention du rejet de greffe par son effet anti JAK3. Il s'est révélé par la suite également anti-JAK1, respectant relativement le JAK 2. Les janus kinases interviennent dans les syndromes inflammatoires par l'intermédiaire de la production de multiples cytokines, dont plusieurs interleukines. L'inhibition des janus kinases entraîne donc des modifications de la réponse inflammatoire et immunologique. Le tofacitinib réduit, en particulier, la sécrétion de cytokines induite par le TNF.

## Intérêts potentiels
Chez l'animal, il diminue le risque de rejet lors d'une greffe d'organe.
Dans la polyarthrite rhumatoïde, il améliore les symptômes à court terme (six mois) avec une efficacité semblant équivalente à celle de l'adalimumab et supérieure à celle du méthotrexate. Il est efficace en particulier dans les formes résistantes à ce dernier. Les résultats à plus long terme, notamment sur les destructions articulaires, ne sont pas connues chez l'homme mais la molécule semble diminuer ces dernières dans un modèle animal.
Dans la rectocolite hémorragique, il améliore également les symptômes à court terme. Il permet des rémissions pouvant dépasser un an dans un tiers des cas.
Dans le psoriasis, il diminuerait, à court terme, les lésions cutanées et serait aussi efficace que l'étanercept. Il est également actif dans le rhumatisme psoriasique, de manière comparable à l'adalimumab, et ce, dans les formes résistantes aux inhibiteurs du TNF.
Le tofacitinib a aussi montré un intérêt dans diverses autres maladies auto-immunes ou inflammatoires. Il semble améliorer le pronostice des formes graves de la COVID-19.

## Effets secondaires
Les effets secondaires les plus importants sont les infections,, la diarrhée, les céphalées. Il peut exister des perturbations du bilan hépatique, une  augmentation du LDL cholestérol, avec un risque augmenté de survenue de maladies cardiovasculaires
.
Le risque de survenue d'un cancer semble être majoré,.

## Indication
L'indication sur la polyarthrite rhumatoïde, résistante ou intolérante au méthotrexate a été acceptée par la FDA américaine, fin 2012.
Le 20 août 2018, le tofacitinib (nom commercial : Xeljanz) obtient une nouvelle autorisation de mise sur le marché européenne en association au méthotrexate dans le traitement du rhumatisme psoriasique actif chez les patients adultes ayant présenté une réponse inadéquate ou une intolérance à un traitement de fond antirhumatismal (DMARD (en)) antérieur.
Depuis juin 2021, le tofacitinib est disponible comme médicament générique aux USA .